# باي لو
باي لو (بالصينية: 白鹿) هي عارضة وممثلة صينية، ولدت في 23 سبتمبر 1994 في تشانغتشو في الصين.

## وصلات خارجية اغرغرغر
- باي لو على موقع IMDb (الإنجليزية)
- باي لو على موقع ميوزك برينز (الإنجليزية)
- باي لو على موقع قاعدة بيانات الفيلم (الإنجليزية)